# کیلکونتلا
کیلکونتلا (به انگلیسی: Koilkuntla) یک منطقهٔ مسکونی در هند است که در Koilkuntla mandal واقع شده‌است. کیلکونتلا ۲۲٬۵۶۷ نفر جمعیت دارد.